# Yahoo! Japan
Yahoo! Japan（日语： Yafū），是日本一入口網站，為LY Corporation所有，其在日本各搜索引擎及入口網站中位居使用率第一。有別於Yahoo在世界其他地方的在地版網站，Yahoo日本擁有很高的獨立性，使用者帳號不與全球的Yahoo網站共通。2013年與2019年時，全球的Yahoo網站兩度更換商標，但日本Yahoo並未隨之更換，仍沿用1996年開站以來所使用的紅色商標。

## 历史
1996年1月，美國的雅虎公司為進軍日本市場而與軟銀合資設立Yahoo! Japan，該年4月1日正式啟用網站。
1997年11月，Yahoo! Japan在店頭市場（今 JASDAQ）掛牌交易。
2000年1月19日，Yahoo日本在東京證券交易所单股的股价達到1億140萬日元，是日本經濟史上首個单股股价突破一億日圓的股票。
2014年3月27日，Yahoo株式会社準備以3240億日元（約合31.7億美元）向软银集团收購日本流動電訊商eAccess。2014年6月1日，eAccess與軟銀集團旗下電信公司Willcom合併；6月2日，Yahoo株式会社接管了這家新公司。
2015年12月15日，Yahoo株式会社以每股3433日元，斥資約1002億日元（約合8.28億美元）收購日本訂房網站一休.com。
2018年7月10日，軟銀集團將通過一次要約收購，以每股360日元、總計2210億日元（約合20億美元）的價格收購Altaba所持Yahoo株式会社的613,888,888股股票，相當於10.78%的股份，交易完成後，軟銀集團及其子公司的持股比例將從現在的42.95%升至48.17%，Altaba仍將持有Yahoo株式会社的約13.6億股股票，相當於約27%的股份。
2018年9月10日，Altaba以每股354日圓出售所有所持Yahoo株式会社13.63億股普通股約27%的股份，交易完成後不再持有Yahoo株式会社，套現約43.45億美元現金。
2019年4月25日，Yahoo株式会社宣佈，將在10月1日起轉型為控股公司「Z控股」，Yahoo株式会社成為Z控股旗下子公司。
2019年5月8日，軟銀行動斥資4565億日圓增持Yahoo株式会社15.1億股股票，使其對Yahoo株式会社的持股比例由12.08%提高至44.64%；同時，軟銀集團將所持36%的Yahoo株式会社股票回售給Yahoo株式会社。
2019年9月12日，Yahoo株式会社以每股2,620日圓，收購日本服飾網購網站「ZOZOTOWN」營運商ZOZO約50.1%股權（1.5億股），涉及金額為4007億日圓，ZOZO創辦人、前社長前澤友作已同意出售其中的30.37%（9272萬6600股）前澤友作目前持有 ZOZO36.76%（1億1222萬6600股）。
2019年11月18日软银集团和Naver株式會社將成立合資公司，雙方各出資持股50%，合資公司將持Z控股股分約70%，成為該公司最大股東，Z控股則會全資持有Yahoo株式会社及LINE，雙方將會斥資31億美元（3400億日圓），向LINE的少數股東購入未持有的27.4%股份。
2021年7月，軟銀宣佈以1780億日元向雅虎公司買斷日本市場的Yahoo及Yahoo! Japan的商標權，Yahoo株式会社未來不必再付權利金給威訊媒體。
2022年4月6日起，因难以满足监管要求，Yahoo Japan不再向欧洲经济区和英国用户提供服务（电子邮件、信用卡和电子书服务除外）。
2023年10月1日，LINE、Yahoo! Japan、ZHD、Z Entertainment、Z Data合併為LY Corporation。

## 網站服務
- 拍賣
- 購物
- 財經
- 保險
- 電子郵箱
- BOX
- 知惠袋（知識+）
- 字典
- 翻譯
- GYAO!動畫
- 遊戲
- 漫畫
- 電影
- 地圖
- 新聞
- 百科全書
- Yahoo!BB
- Yahoo!Mobile
- 旅遊

## 主要業務
- ASKUL（文具用品店）
- 一休（酒店預約網）、
- ZOZO（時裝店）50.1%
- PayPay銀行 （網絡銀行）44.25%
- PayPay
- YJFX（外滙交易平臺）
- 愛速客樂（辨公室用品）45.13%
- BuzzFeed Japan（媒體）49%
- eBook Japan（電子書）44.19%
- ASTMAX（投信顧問）
- 福岡巨蛋

## 其他
Yahoo株式会社的帳號並不能與其他地區的Yahoo帳號互通，例如不能使用Yahoo株式会社帳號登錄Flickr，而且仍保留紅色圖標。

## 外部連結
- Yahoo! JAPAN （页面存档备份，存于）
- LY Corporation